# A 포스
A 포스는 마블 코믹스에 발간한 만화책으로 "시크릿 워의 크로스오버로 만들어졌다. 이 연재물은 G. 윌로 윌슨과 마그게리테 베넷이 공동 작가로써 일했으며 조지 몰리나가 그림을 담당했다. A 포스는 어벤저스 최초로 모든 팀원이 여성으로 구성되어 있다. A 포스는 2016년 10월 판매 부진으로 작업이 중단되었지만 여성주의를 반영한 작품이라는 등 비평가들로부터 호평을 받았다.

## 발간사
2015년 2월, 마블 코믹스는 동년 5월에 A 포스를 발간하겠다고 밝혔다. 이 시리즈는 G. 윌로 윌슨과 마르게리테 베넷이 각본을 맡고 조지 몰리나가 그림을 맡기로 했다. A 포스는 어벤저스에서 최초로 모든 팀원이 여성이었다. 쉬헐크가 이끄는 이 팀은 초기에 니코 미노루, 메두사, 대즐러, 그리고 싱귤래리티로 구성되었지만 수많은 마블의 다른 여성 캐릭터도 이 팀에 참여한 적이 있었다. 윌슨은 마블 편집장인 대니얼 케첨이 팀은 모두 여성으로 구성되어야 한다고 주장했지만, 어느 여성 캐릭터를 선택해야할 지에 대해서는 작가의 판단에 맡기기로 했다고 전했다. 케첨은 나이트크롤러를 같이 작업한 베넷도 이 작업에 참여시켰으며 윌슨과 공동 작가로 일하게 했다. 시리즈는 2015년 마블의 시크릿 워의 크로스오버 줄거리로 작업되어 마블 유니버스 전체를 담고자 했다.
참여 인원에 대해 윌슨은 "우리는 매우 다양한 힘, 정체성, 신념을 가진 마블 유니버스의 여러 부분에서 매우 다양한 캐릭터들로 구성된 목적이 있는 팀을 만들었습니다. 그들은 모두 모여 몇몇 중요한 질문을 하게 될 것입니다. '당신은 성공하기 위해 무엇을 희생할 것입니까?', '영웅이 되는 것이 가치가 있는 것입니까?'와 같은 것들이지요."
이 시리즈는 싱귤래리티라는 새로운 캐릭터를 소개했다. 윌슨은 싱귤래리티를 스타 트렉의 Q와 비슷하다고 했으며, "그녀의 모든 존재는 우리의 그것과 너무 달라 그녀는 그녀가 만나는 이들을 제외하고는 어느 사람과도 접점이 없으며 우리가 생각하는 자아를 가지는 것과 정체성이 있다는 것에 대해 배워야 한다"고 말했다. 윌슨은 싱귤래리티가 "그녀 안의 전체 세계"처럼 행동할 수 있고 산책을 하면서 다른 세계와 차원을 이동시킬 수 있기 때문에 그녀는 모든 마블 유니버스와 다가갈 수 있다"고 언급했다. "[니코 미노루가] 싱귤래리티가 만나는 첫 사람들 중 한 명이다."라고 베넷이 밝혔다. "그래서 니코는 이 캐릭터를 이해하고 그녀의 문명과 세계를 보여주면서 그것을 지키려고 하는 책임에 놓여 있다. 니코는 싱귤래리티의 인간의 선과 악 같은 능력을 보여주기 시작하는 닻과 같은 역할을 지닌다. 그래서 니코는 그녀가 이 이상한 이의 눈을 통해 그녀의 고향을 보여주기 시작하는 데 더욱 흥미를 가진다"라고 베넷이 말했다.
2015년 시카고 만화 & 엔터테인먼트 엑스포에서 마블은 A 포스가 올 뉴, 올 디퍼런트 마블에서 이어질 것이라고 밝혔다. 윌슨은 "'시크릿 워' 이후 상황이 예전 같지가 않다. 배틀 월드에서 벌어진 장기간의 간접적인 영향이 있다. 시크릿 워의 여파는 아카디아에 같이 있는 모든 사람들에게 마블 유니버스를 깨우는 것이다. 나는 말하지 않을 것이다. 하지만 그들은 시크릿 워의 여파로 다른 팀들보다는 그 영향을 처리하는 것에 더 집중할 지도 모른다."라고 말했다.
2016년 1월, 마블은 A 포스 2호 2권을 같이 작업했던 작가 켈리 톰슨이 5권부터 벤 케드웰에게 연재 작업을 인계하겠다고 밝혔다. 톰슨은 윌슨이 여성들이 주요 영웅인 세계에서 팀을 건설한 방식을 존경하면서도 여성에게만 특별한 이야기를 만드는 데 목적을 두지 않겠다고 언급했다. 톰슨은 "이것은 단순하고 간단히 슈퍼히어로들이 세상을 구하는 것에 대한 만화이고, 저는 제가 좋아하는 누구든지 이야기에 넣을 계획입니다. 이 여성들은 남성 동료들과 마찬가지인 영웅입니다"라고 말했다.
2016년 8월, A 포스는 "시빌 워 II" 줄거리와 8권부터 얽히게 되었다. 크로스오버에 대해 톰슨은 "우리의 배역들에 대해 우리가 그것을 그리지 않을 이유가 없다. 캐럴은 시빌 워 II에서 중요한 역할을 맡고 있고, 메두사와 쉬헐크 모두 중요 역할이 있다. 그러나 나는 우리가 훌륭한 A 포스 이야기를 그 사건에 직접 엮는 것이 좋다고 생각한다."라고 말했다.
2016년 10월, 10권이 발권되기 전 A 포스가 마블의 11,12,1월 출판 목록에서 제외된 이후 결과적으로 발권이 중단될 것이라고 밝혔다. 톰슨은 시빌 워 II 이후 등록되지 않은 A 포스 영웅들에 관한 이야기를 바탕으로 시리즈를 연재하기를 희망했었다. A 포스의 판매가 1권이 발권된 당시 114,528장이 팔렸으나 9권에서 판매율이 79% 감소하여 23,484권만 판매된 것이 주요 원인이었다. 그러나 A 포스 10권에서 톰슨은 A 포스는 돌아올 것이라고 주장하며 팬들은 마블에게 이메일을 보내 이들의 귀환에 속도를 높여주어야 한다고 말했다.